# NGC 6620
NGC 6620 је планетарна маглина у сазвежђу Стрелац која се налази на NGC листи објеката дубоког неба.
Деклинација објекта је - 26° 49' 16" а ректасцензија 18h 22m 54,2s. Привидна величина (магнитуда) објекта NGC 6620 износи 12,7 а фотографска магнитуда 15,0. NGC 6620 је још познат и под ознакама PK 5-6.1, ESO 522-PN22.